# Thomas Baroukh
Thomas Gabriel Jérémie Baroukh (Le Chesnay, 15 de diciembre de 1987) es un deportista francés que compitió en remo.
Participó en dos Juegos Olímpicos de Verano, obteniendo una medalla de bronce en Río de Janeiro 2016, en la prueba de cuatro sin timonel ligero, y el séptimo lugar en Londres 2012, en la misma prueba.
Ganó dos medallas en el Campeonato Mundial de Remo, en los años 2014 y 2015, y tres medallas en el Campeonato Europeo de Remo entre los años 2013 y 2015.

## Palmarés internacional
| Juegos Olímpicos   | Juegos Olímpicos         | Juegos Olímpicos  | Juegos Olímpicos          |
| Año                | Lugar                    | Medalla           | Prueba                    |
| ------------------ | ------------------------ | ----------------- | ------------------------- |
| 2016               | Río de Janeiro (Brasil)  | Medalla de bronce | Cuatro sin timonel ligero |
| Campeonato Mundial |                          |                   |                           |
| Año                | Lugar                    | Medalla           | Prueba                    |
| 2014               | Ámsterdam (Países Bajos) | Medalla de plata  | Dos sin timonel ligero    |
| 2015               | Aiguebelette (Francia)   | Medalla de bronce | Cuatro sin timonel ligero |
| Campeonato Europeo |                          |                   |                           |
| Año                | Lugar                    | Medalla           | Prueba                    |
| 2013               | Sevilla (España)         | Medalla de bronce | Cuatro sin timonel ligero |
| 2014               | Belgrado (Serbia)        | Medalla de bronce | Cuatro sin timonel ligero |
| 2015               | Poznań (Polonia)         | Medalla de plata  | Cuatro sin timonel ligero |